# Arthur (film 2011)
Arthur – amerykańska komedia z 2011 roku w reżyserii Jasona Winera, remake filmu Arthur (pol. Artur) z 1981 roku.

## Opis fabuły
Arthur (Russell Brand) wiedzie życie, którego wszyscy mogą mu tylko pozazdrościć. Jest jedynym spadkobiercą olbrzymiej fortuny, nie musi pracować, więc spędza czas na szampańskiej zabawie w towarzystwie swojego zaufanego szofera i przyjaciela. Kiedy Arthur i Bitterman (Luis Guzman) po kolejnej zakrapianej imprezie lądują na posterunku policji przebrani za Batmana i Robina, matka milionera, Vivienne (Geraldine James), postanawia zrobić porządek ze swoim synem i go... ożenić.
Żoną jednego z najbardziej pożądanych kawalerów w mieście ma zostać Susan (Jennifer Garner) – asystentka i najbardziej zaufana współpracowniczka Vivienne, która jako żona Arthura miałaby przejąć kontrolę nad rodzinną korporacją Bach Worldwide, zapewniając jej dalszy rozwój. Oczywiście Arthur jest przeciwny temu pomysłowi, ale kiedy matka grozi pozbawieniem go spadku w wysokości 950 milionów dolarów zmienia zdanie i postanawia poprosić ojca dziewczyny o jej rękę.
Następnego dnia wszystko się jednak zmienia. Przypadkowe spotkanie Arthura z piękną przewodniczką Naomi (Greta Gerwig) daje początek wielkiej miłości. Czy Arthur zrezygnuje z rodzinnej fortuny dla ukochanej i miłości?

## Obsada
- Russell Brand jako Arthur Bach
- Helen Mirren jako Lillian Hobson
- Jennifer Garner jako Susan Johnson
- Greta Gerwig jako Naomi Quinn
- Luis Guzman jako Bitterman
- Nick Nolte jako Burt Johnson
- Geraldine James jako Vivienne Bach
- Christina Jacquelyn Calph jako Tiffany
- Murphy Guyer jako Oficer Kaplan
- José Ramón Rosario jako Pracownik zajmujący się zatrudnieniami
- John Hodgman jako Menedżer sklepu ze słodyczami
- Scott Adsit jako Gumiś
- Evander Holyfield jako Trener boksu
- Peter Van Wagner jako Ojciec Naomi
- Robert Clohessy jako Doświadczony policjant

i inni.